# Acartia chilkaensis
Acartia chilkaensis is een eenoogkreeftjessoort uit de familie van de Acartiidae. De wetenschappelijke naam van de soort is voor het eerst geldig gepubliceerd in 1919 door Sewell.